# Classic Elton John
Classic Elton John – kompilacyjny album Eltona Johna wydany przez PolyGram Special Markets w 1994. Był dostępny w formacie CD, bądź na kasetach. Dostępny był w sieci McDonald's w ramach promocyjnych, w celu zbierania pieniędzy na rzecz Fundacji Rolanda McDonalda.

## Lista utworów
Wszystkie piosenki zostały napisane przez Eltona Johna i Bernie Taupin.
1. "Take Me to the Pilot"
2. "Burn Down the Mission"
3. "Friends"
4. "Saturday Night's Alright for Fighting"
5. "Madman Across the Water"
6. "Tiny Dancer"
7. "Honky Cat"
8. "Crocodile Rock"
9. "Mona Lisas and Mad Hatters"
10. "Levon"